# Erkheim
Erkheim là một đô thị ở huyện Unterallgäu bang Bayern, Đức.